# Tana Oy
Tana Oy ist ein 1971 gegründetes, finnisches Umwelttechnologie-Unternehmen. Tana ist spezialisiert auf Maschinen und Anlagen zur mechanischen Verarbeitung von festen Abfällen. Das Unternehmen stellt Deponieverdichter und Recyclingmaschinen her. Tana ist ein Pionier bei der Verwendung digitaler Systeme und künstlicher Intelligenz in seinen Maschinen. Die Produkte von Tana Oy haben eine unverwechselbare schwarz-gelbe Färbung.
Im Wettbewerb mit großen multinationalen Konzernen konnte sich Tana Oy differenzieren und das Vertrauen seiner Kunden gewinnen, indem es sich auf diese Grundwerte stützte. In Finnland haben TANA-Deponieverdichter einen Marktanteil von 100 Prozent. TANA-Maschinen werden über ein globales Vertriebsnetz mit über 30 autorisierten Tana-Händlern in mehr als 50 Länder exportiert. Die Mehrheit der von Tana Oy hergestellten Produkte wird exportiert.

## Geschichte
Die Geschichte des Unternehmens reicht bis in die 1970er Jahre zurück, als Matti Sinkkonen Tana-Jyrä Ltd gründete. Das Unternehmen war auch unter dem Namen Kone-Jyrä Ltd, Oy Tanacorp Ltd bekannt, bis der aktuelle Eigentümer das Unternehmen 2003 in Tana Ltd (Tana Oy) umbenannte. 
Kone-Jyrä Ltd war bekannt für den geplatzten Irak-Deal. In den späten 1980er Jahren wollte die irakische Regierung 16 Motorboote von der Firma kaufen, aber aufgrund des Golfkriegs platzte der Deal. Einige der Boote wurden später von der Finnischen Gesellschaft zur Rettung Schiffbrüchiger eingesetzt.

### Herkunft des Namens
Das Wort „Tana“ stammt vom finnischen Wort „Tanakka“, das im Sinne von robust, zuverlässig und langlebig verwendet wird. Es bezieht sich auf den modularen Aufbau der TANA-Maschinen und ihre Langlebigkeit. Ein finnisches Wort für Verdichten, „tanata“, stammt von den TANA-Müllverdichtern und wird heutzutage verwendet, um das Zerkleinern und Verdichten von Abfall zu beschreiben.

## Büros und Führungsteam

### Hauptsitz
Im Laufe seiner Geschichte hatte das Unternehmen seinen Hauptsitz immer in Jyväskylä, Finnland. 2015 wurde der Firmensitz von Vaajakoski, Jyväskylä in das alte Schloss Schauman in Lutakko, Jyväskylä verlegt. Das Schloss Schauman wurde ursprünglich für Bruno Krook, den Leiter der Sperrholzfabrik von Schauman, und seine Familie erbaut. Das Schloss wurde von Gunnar Wahlroos entworfen.

### Büros

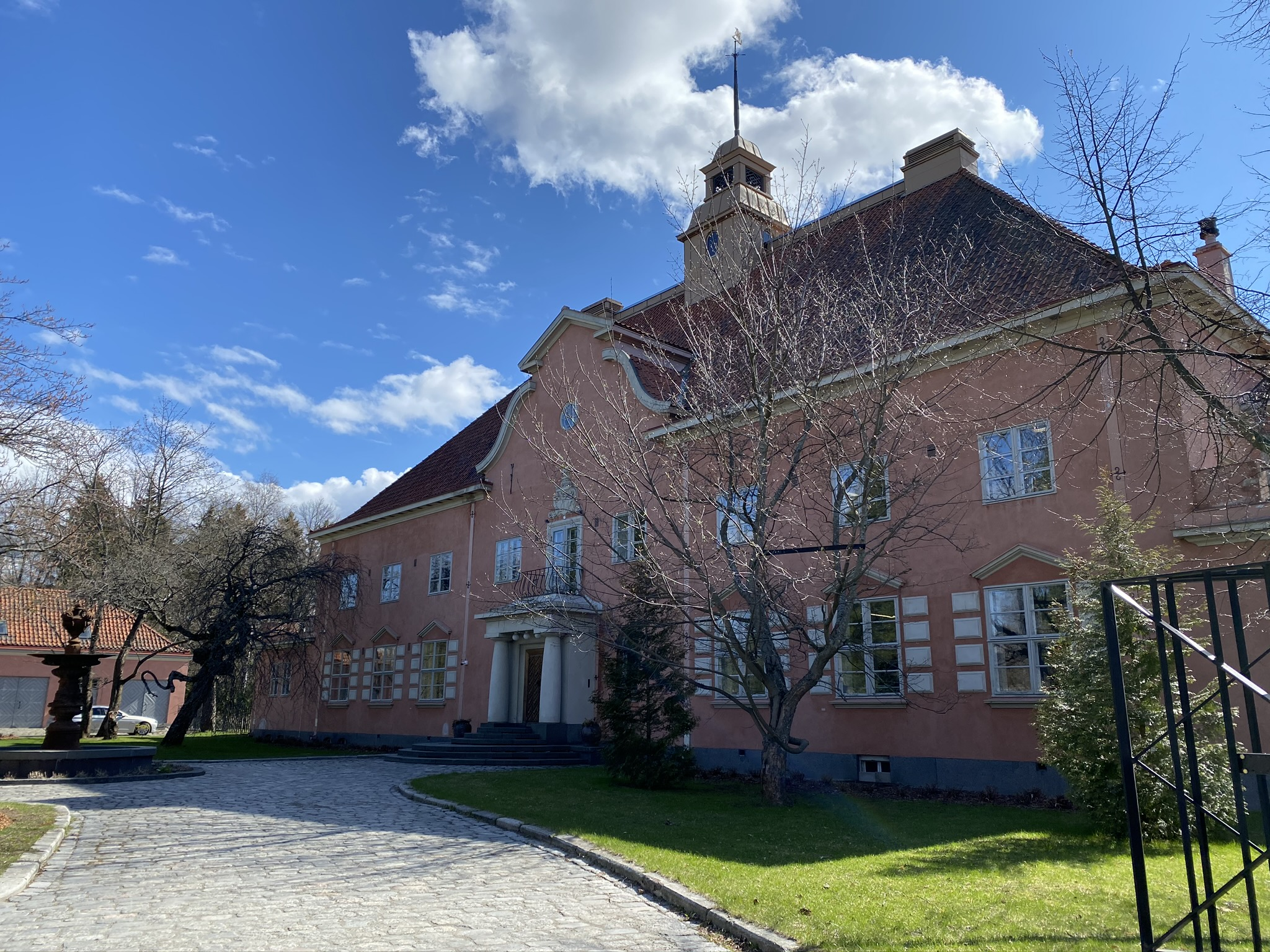
Hauptsitz von Tana Oy im Schauman Schloss in Jyväskylä, Finnland

Die weiteren Büros von Tana Oy sind: Tana Tampere Office in Technopolis Yliopistonrinne in Tampere, Finnland, Tana Research & Development Centre in Jyväskylä, Finnland und Tana Germany Office in Wiesbaden, Deutschland.

## Auszeichnungen
Kultainen Nuija (Goldener Hammer) Top-3-Finalist des Hallituspartnerit-network. Kultainen Nuija ist eine jährliche Auszeichnung, die einem finnischen Unternehmen als Anerkennung für hervorragende Unternehmensführung verliehen wird.
Die Organisation Suomen Yrittäjät (Finnische Unternehmer) und die Versicherungsgesellschaft Fennia verliehen den National Entrepreneurship Award 2021 an den Vorstandsvorsitzenden von Tana Oy, Kari Kangas, sowie an Dermoshop Oy, E. Hartikainen Oy und Heikkinen Yhtiöt Oy. Der Preis ist Finnlands prestigeträchtigste Auszeichnung unter Unternehmern.
Tana Oy erhielt die von Kauppalehti ausgestellten Zertifikate Kasvaja 2020 (Grower 2020) und Menestyjä 2020 (Achiever 2020) für etablierte Geschäftstätigkeit, stabiles Wachstum und gute Ergebnisse und Rentabilität.
Die Auszeichnung „Mittelfinnischer Unternehmer des Jahres 2020“ wurde dem Vorstandsvorsitzenden von Tana Oy, Kari Kangas, überreicht.
Im Jahr 2019 zeichnete Suomalaisen Työn Liitto (finnische Gewerkschaft) die Produkte von Tana Oy mit dem Avainlippu-Symbol (Schlüsselflaggensymbol) aus.
Tana Oy wurde für die Sampo-Kampagne von Business Finland ausgewählt und erhielt von Business Finland eine Förderung in Höhe von 105.000 Euro für die Entwicklung eines neuen Betriebsmodells für die Produktentwicklung. Die Sampo-Kampagne will Betriebe der Fertigungsindustrie weiterentwickeln. Die Kampagne richtet sich an Unternehmen aller Größen der Fertigungsindustrie.